# Aoki Ryota
Ryota Aoki (sinh ngày 19 tháng 8 năm 1984) là một cầu thủ bóng đá người Nhật Bản.

## Sự nghiệp câu lạc bộ
Ryota Aoki đã từng chơi cho Gamba Osaka, JEF United Chiba, Roasso Kumamoto và Thespakusatsu Gunma.